# Comanthera jenmanii
Comanthera jenmanii är en gräsväxtart som först beskrevs av Henry Allan Gleason, och fick sitt nu gällande namn av L.R.Parra och Ana Maria Giulietti. Comanthera jenmanii ingår i släktet Comanthera, och familjen Eriocaulaceae. Inga underarter finns listade i Catalogue of Life.